# Anke von Seck
Anke von Seck (n. 10 septembrie 1966, Brandenburg an der Havel, Potsdam District⁠(d), RDG) este o canoistă ce a reprezentat Germania, medaliată olimpică. A participat la 2 ediții ale Jocurilor Olimpice (1988, 1992) în care a câștigat 3 medalii de aur și o medalie de argint.